# Asbestopluma stylivarians
Asbestopluma stylivarians är en svampdjursart som först beskrevs av Topsent 1929.  Asbestopluma stylivarians ingår i släktet Asbestopluma och familjen Cladorhizidae. Inga underarter finns listade i Catalogue of Life.